# Anilios broomi
Anilios broomi — вид змій родини сліпунів (Typhlopidae). Ендемік Австралії. Вид названий на честь британського палеонтолога Роберта Брума.

## Поширення і екологія
Anilios broomi мешкають на північному сході Квінсленду, від Таунсвілла до Куктаун. Вони живуть у вологих тропічних лісах і рідколіссях.